# Moderberg Amt
Moderberg Amt ist eine Katastralgemeinde der Gemeinde Bad Traunstein im Bezirk Zwettl in Niederösterreich.

## Geschichte
Im Jahr 1822 wurde der Ort als zerstreut liegende Waldhütten mit acht Häusern genannt, das nach Traunstein eingepfarrt war, wohin auch die Kinder eingeschult wurden. Die Herrschaft Rappottenstein besaß die Ortsobrigkeit, übte die Landgerichtsbarkeit aus, besorgte die Konskription und hatte die Grundherrschaft inne.
Nach der Entstehung der Ortsgemeinden 1849 war der Moderberg eine eigenständige Gemeinde (bestehend aus Orten Prettles, Schönau, Stein und Weidenegg sowie den umliegenden Einzellagen Höllhäusl, Hüttenhof, Vordere und Hintere Waldhäuser, Überländ, Schönau am Mühlberg, Reitzenorth, Waid, Zollnhof, Stein, Mühlberg, Buchegg, Kronreithmühle, Schreinhof, Weidenegg, Dornhof, Kollegg und Winkl).
Laut Adressbuch von Österreich waren im Jahr 1938 im Gemeinde Moderbergamt mehrere Sägewerke, einige Handwerker und Landwirte ansässig.
Im Zuge der Niederösterreichische Kommunalstrukturverbesserung wurde die Gemeinde mit 1. Jänner 1968 ein Teil der Großgemeinde Traunstein, ein kleinerer Teil mit den Ortslagen Reitzenorth, Zollnhof und Waid (nördlich von Stein) kam zeitgleich zur Großgemeinde Schönbach, die Ansiedlung Vordere Waldhäuser dann mit 1. Jänner 1969 zur Gemeinde Martinsberg in die Katastralgemeinde Reitzendorf. Die Gemeinderatsentscheidung dazu fand bereits am 22. Juli 1967 unter Bürgermeister Otto Mayerhofer statt.

## Siedlungsentwicklung
Zum Jahreswechsel 1979/1980 befanden sich in der Katastralgemeinde Moderberg Amt insgesamt 28 Bauflächen mit 13.466 m² und 2 Gärten auf 153 m², 1989/1990 gab es 28 Bauflächen. 1999/2000 war die Zahl der Bauflächen auf 62 angewachsen und 2009/2010 bestanden 57 Gebäude auf 95 Bauflächen.

## Bodennutzung
Die Katastralgemeinde ist landwirtschaftlich geprägt. 136 Hektar wurden zum Jahreswechsel 1979/1980 landwirtschaftlich genutzt und 654 Hektar waren forstwirtschaftlich geführte Waldflächen. 1999/2000 wurde auf 133 Hektar Landwirtschaft betrieben und 655 Hektar waren als forstwirtschaftlich genutzte Flächen ausgewiesen. Ende 2018 waren 120 Hektar als landwirtschaftliche Flächen genutzt und Forstwirtschaft wurde auf 657 Hektar betrieben. Die durchschnittliche Bodenklimazahl von Moderberg Amt beträgt 19,9 (Stand 2010).

## Politik
Von der Entstehung der Ortsgemeinden im Jahr 1865 bis zur Gründung der Großgemeinde Bad Traunstein waren Bürgermeister:
- 1865–1867 Josef Blauensteiner, Landwirt
- 1868–1876 Johann Hackl, Landwirt
- 1877–1879 Johann Wagner, Landwirt
- 1880–1882 Franz Ledermüller, Landwirt
- 1883–1888 Johann Hackl, Landwirt
- 1889–1894 Carl Maurer, Landwirt
- 1895–1906 Anton Wahringer, Mühlenbesitzer
- 1907–1912 Josef Hackl, Landwirt
- 1913–1913 Josef Blauensteiner, Landwirt
- 1914–1919 Michael Lackner, Landwirt
- 1920–1925 Josef Hackl, Landwirt
- 1926–1929 Rudolf Steinbauer, Landwirt
- 1930–1938 Leopold Blauensteiner, Landwirt
- 1938–1945 Johann Hackl, Landwirt
- 1945–1960 Johann Teuschl, Landwirt
- 1961–1967 Otto Mayerhofer, Angestellter